# 안네 소피 무터
아네조피 무터(독일어: Anne-Sopie Mutter, 1963년 6월 29일 ~ )는 독일의 바이올린 연주자이다.

## 삶
5세때부터 바이올린을 배우고 싶어했다. 레슨을 받은지 반년후에 대회에서 우승하였다. 13세였던 1977년 헤르베르트 폰 카라얀의 지휘 아래 모짜르트의 콘체르토로 데뷔하였다. 1980년대에 카라얀이 지휘하는 베를린 필하모니와 함께 공연을 하면서 전 세계적으로 유명해졌다.